# Didymodon perexilis
Didymodon perexilis är en bladmossart som beskrevs av Brotherus 1902. Didymodon perexilis ingår i släktet lansmossor, och familjen Pottiaceae. Inga underarter finns listade i Catalogue of Life.